# クリオグロブリン血症
クリオグロブリン血症（くりおぐろぶりんけっしょう、Cryo血症、英語：cryoglobulinemia）はクリオグロブリンが血中に増加した状態をクリオグロブリン血症と呼び、Brouet分類基準によりI型〜III型に分類される。II型とIII型のことを混合型クリオグロブリン血症と言う。
主として細動脈レベルに生じる全身性血管炎を生じる疾患で、極めてC型肝炎ウイルスとの関連が強い。

## クリオグロブリン
クリオグロブリンは37℃より低い温度で沈殿し、37℃で加温すると再び溶ける性質をもつ免疫グロブリン。クリオグロブリンは3つのタイプに分類される。
- I型：単クローン性免疫グロブリン（10〜15%）
- II型：多クローン性IgGと単クローン性IgM（50〜60%）
- III型：多クローン性IgGと多クローン性IgM（30〜40%）

## 原因
I型クリオグロブリンを生じる疾患として多発性骨髄腫やマクログロブリン血症など血液疾患、II・III型クリオグロブリンを生じる疾患としてシェーグレン症候群や全身性エリテマトーデスなどの膠原病、悪性リンパ腫などのリンパ増殖性疾患、各種感染症がある。以前は基礎疾患のないものを特に本態性クリオグロブリン血症と呼んでいたが、1989年にC型肝炎ウイルスが同定され大半の症例にC型肝炎ウイルス感染症が関与していることが解った。
原因不明の場合もあるが、以下のような病気が原因で発症することも多い。
血液疾患
- 多発性骨髄腫
- 原発性マクログロブリン血症
- C型肝炎

膠原病
- 関節リウマチ
- SLE
- 悪性腫瘍　など

血管炎が進行するとレイノー症状や慢性腎臓病に至ることがある。

## 治療
クリオグロブリン血症の治療は、定義されていない。クリオグロブリンの原因、損傷のメカニズム、および症状の重症度を指標に治療を行う。軽度から中等度の症状や、紫斑病や関節痛などの血管炎の徴候を有する患者は、非ステロイド性抗炎症薬、コルヒチン、ダプソンおよび/または短期的なコルチコステロイド、また、患者は低温を避けるようにする。重度血管炎の患者（腎臓、肺、胃腸など）では、高用量のコルチコステロイド、シクロホスファミドおよび血漿交換の組み合わせなどで積極的な治療が望ましい。寛解（一般に3〜6ヶ月後）誘導の後にシクロホスファミドを停止し、アザチオプリンまたはミコフェノール酸モフェチル維持療法を開始し、その後18〜24ヶ月間継続。混合クリオグロブリン血症を示す患者におけるクリオグロブリン負担を軽減するために、迅速な血漿交換は、特に重篤な場合では3日間毎日メチルプレドニゾロンの静脈内投与と併せて行われる。
Brouet分類基準別の治療法をあげる。
- I型Cryo血管炎の治療は血液疾患のそれ。特定の治療法はまた、血漿交換、コルチコステロイド、リツキシマブ、及びilomedineが含まれている。
- 軽度から中等度の疾患を有するHCV-Cryo血管炎では、ペグ化IFN-αおよびリバビリンなど最適な抗ウイルス治療が与えられるべき。
- 混合Cryo血管炎はB細胞の増殖と関連しており、リツキシマブは重症例の治療に非常に有効である。